# PH-meter

Beckman Model M pH-meter, 1937

Beckman model 72 pH-meter, 1960

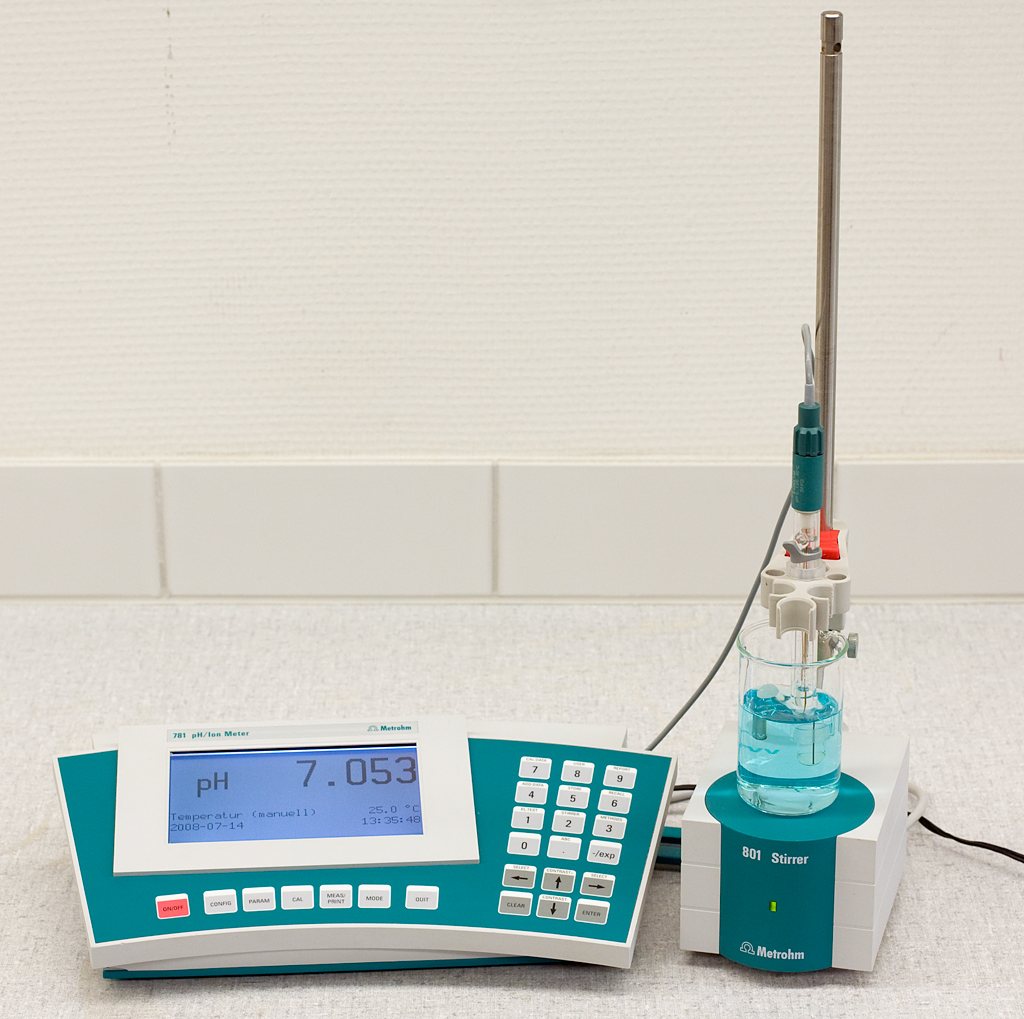
781 pH/jon Meter, pH-meter från Metrohn

En pH-meter är ett vetenskapligt instrument som mäter vätejonaktiviteten i vattenbaserade lösningar, och anger dess surhet eller alkalinitet uttryckt som pH. pH-metern mäter skillnaden i elektrisk potential mellan en pH-elektrod och en referenselektrod, och därför kallas pH-metern ibland för en "potentiometrisk pH-mätare". Skillnaden i elektrisk potential hänför sig till lösningens surhet eller pH. Testning av pH med pH-meter (pH-metri) används i många tillämpningar, från laboratorieexperiment till kvalitetskontroll.
pH-metern består av en apparat med tillhörande glaselektrod som sänks ned i lösningen för att mäta pH-värdet. Elektroden är mycket känslig och ska alltid vara i en lösning. Den får heller inte vara för länge i starka syror.

## Tillämpning
Hastigheten och resultatet av kemiska reaktioner som äger rum i vatten beror ofta på vattnets surhetsgrad, och det är därför användbart att känna till denna, vanligtvis mätt med hjälp av en pH-mätare. Kunskap om pH är användbar eller kritisk i många situationer, som kemiska laboratorieanalyser. pH-mätare används för markmätningar inom jordbruket, vattenkvalitet för kommunal vattenförsörjning, simbassänger, miljösanering, bryggning av vin eller öl, tillverkning, hälsovård och kliniska tillämpningar såsom blodkemi och många andra områden.
Framsteg inom instrumentering och detektion har utökat antalet tillämpningar där pH-mätningar kan utföras. Enheterna har miniatyriserats, vilket möjliggör direkt mätning av pH inuti levande celler. Förutom att mäta pH i vätskor finns specialdesignade elektroder tillgängliga för att mäta pH i halvfasta ämnen, såsom livsmedel. Dessa har spetsar som är lämpliga att införa i halvfasta ämnen, har elektrodmaterial som är kompatibla med ingredienser i mat och motstår igensättning.

## Typer av pH-meter

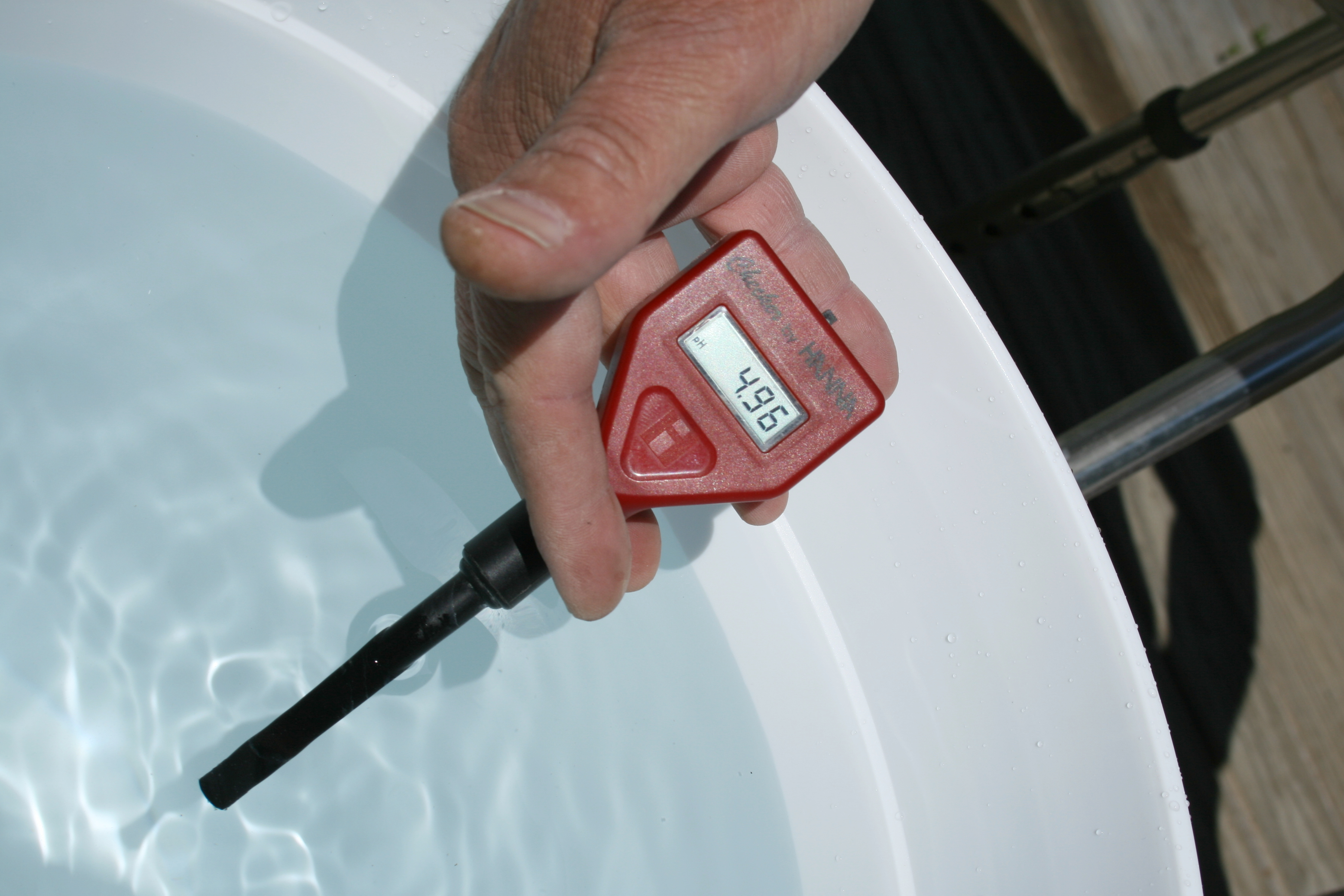
En enkel pH-meter

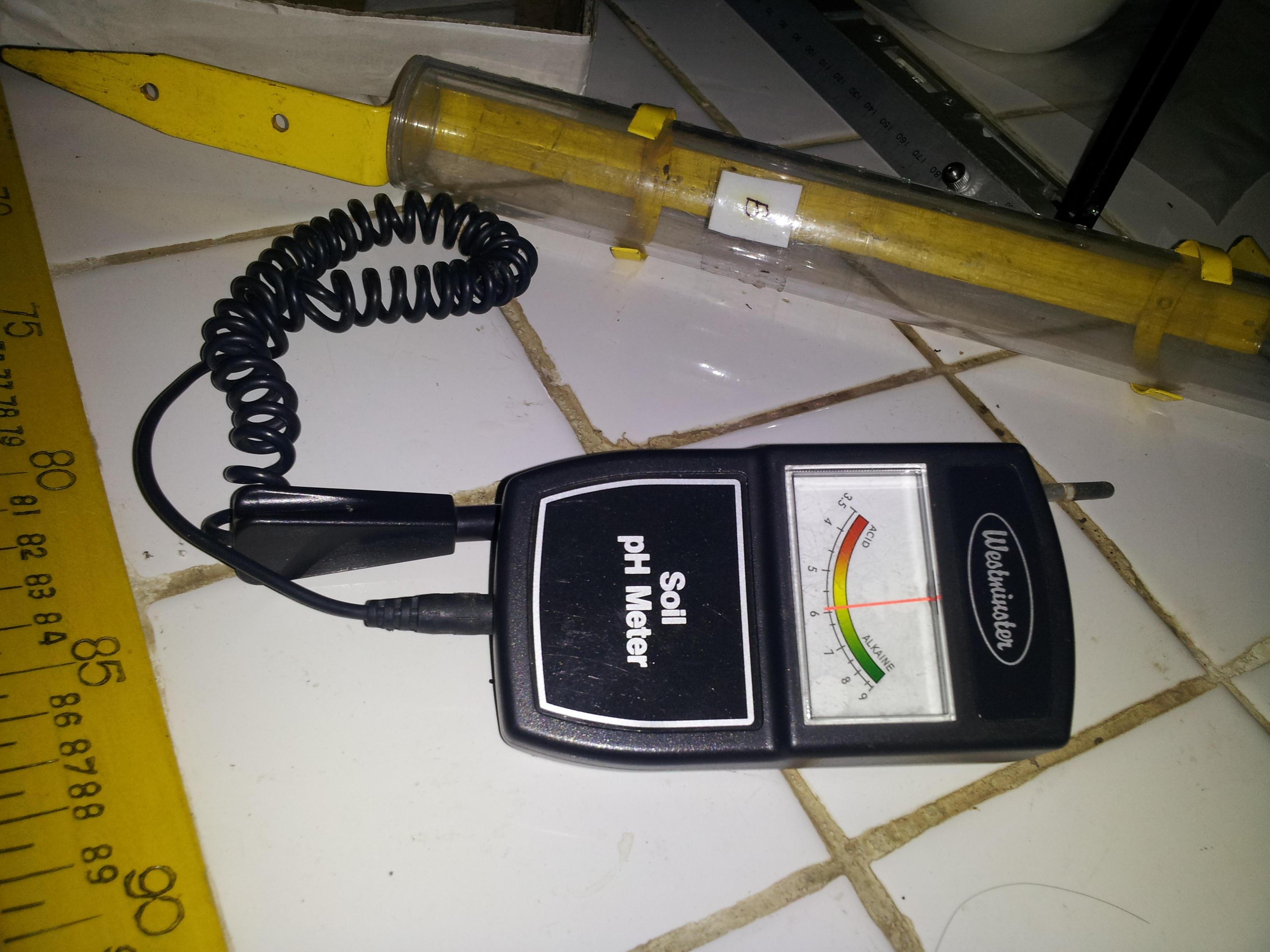
jord pH-meter

I allmänhet finns det tre huvudkategorier av pH-mätare. pH-mätare på bänkar används ofta i laboratorier och används för att mäta prover som förs till pH-mätaren för analys. Bärbara, eller fält-pH-mätare, är handhållna pH-mätare som används för att mäta ett provs pH-värde på ett fält eller produktionsställe. In-line eller in situ pH-mätare, även kallade pH-analysatorer, används för att mäta pH kontinuerligt i en process, och kan vara fristående eller kopplas till ett informationssystem på högre systemnivå för processkontroll.
pH-mätare sträcker sig från enkla och billiga pennliknande enheter till komplexa och dyra laboratorieinstrument med datorgränssnitt och flera ingångar för indikator- och temperaturmätningar som ska matas in för att justera för variationen i pH som orsakas av temperaturen. Utgången kan vara digital eller analog, och enheterna kan vara batteridrivna eller förlita sig på nätström. Vissa versioner använder telemetri för att ansluta elektroderna till voltmeterdisplayen.:197–215
Specialmätare och sonder finns tillgängliga för användning i speciella applikationer, såsom svåra miljöer och biologiska mikromiljöer. Det finns också holografiska pH-sensorer, som tillåter pH-mätning kolorimetriskt, genom att använda de olika pH-indikatorer som finns tillgängliga. Dessutom finns det kommersiellt tillgängliga pH-mätare baserade på solid state-elektroder, snarare än konventionella glaselektroder.